# 未涼亜希
未涼 亜希（みすず あき、6月26日 - ）は、元宝塚歌劇団雪組の男役スター。
大阪府大阪市、帝塚山学院出身。身長167cm。愛称は「まっつ」。

## 来歴
1996年、宝塚音楽学校入学。
1998年、宝塚歌劇団に84期生として入団。宙組公演「エクスカリバー／シトラスの風」で初舞台。
1999年、組まわりを経て花組に配属。
2004年、「天使の季節」で新人公演初主演。同年の「La Esperanza」で2度目の新人公演主演。
2010年10月18日付で雪組へと組替え。
2012年、「インフィニティ」でバウホール公演初主演。
2013年、「ブラック・ジャック」（ドラマシティ・日本青年館公演）で、東上公演初主演。
2014年8月31日、壮一帆・愛加あゆトップコンビ退団公演となる「一夢庵風流記 前田慶次／My Dream TAKARAZUKA」東京公演千秋楽をもって、宝塚歌劇団を退団。

## 宝塚歌劇団時代の主な舞台

### 初舞台
- 1998年3 - 5月、宙組『エクスカリバー〜美しき騎士たち〜』『シトラスの風』（宝塚大劇場のみ）

### 組まわり
- 1998年8 - 12月、雪組『浅茅が宿-秋成幻想-』『ラヴィール』

### 花組時代
- 1999年4月 - 『夜明けの序曲』
- 1999年6月 - バウホール『ロミオとジュリエット'99』[3]
- 1999年8-11月 - 『タンゴ・アルゼンチーノ』『ザ・レビュー'99』新人公演：マルチェロ（本役：瀬奈じゅん）
- 2000年2月 - 中日劇場『タンゴ・アルゼンチーノ』『ザ・レビュー'99』ロジェ
- 2000年4月 - 『あさきゆめみし』『ザ・ビューディーズ』新人公演：冷泉帝（本役：彩吹真央）
- 2000年7月 - 『あさきゆめみし（東京公演）』新人公演：冷泉帝／春宮、冷泉帝（子供）（本役：花央レミ・仙堂花歩）
- 2000年11月-2001年2月 - 『〜夢と孤独の果てに〜 ルートヴィヒII世』『Asian Sunrise』新人公演：ウェーバー（本役：高翔みず希）
- 2001年4-5月 - バウホール・日本青年館『マノン』ホセ
- 2001年7-9月 - 『ミケランジェロ』『VIVA！』石切職人、新人公演：アスカニオ（本役：瀬奈じゅん）
- 2001年8月 - バウホール『エンカレッジ・コンサートリプライズ』
- 2002年3-6月 - 『琥珀色の雨にぬれて』『Cocktail』ニコラ、新人公演：ルイ（本役：春野寿美礼・瀬奈じゅん）
- 2002年8月 - 博多座『あかねさす紫の花』『カクテル』有間皇子
- 2002年10月-2003年2月 - 『エリザベート』ジュラ、新人公演：フランツ・ヨーゼフ（本役：樹里咲穂）
- 2003年5-9月 - 『野風の笛』新人公演：柳生宗矩、傀儡子（本役：瀬奈じゅん）
- 2003年10月 - 全国ツアー『琥珀色の雨にぬれて』『Cocktail』ピエール
- 2004年1 - 5月、『飛翔無限』『天使の季節』 - 士官、新人公演：ギスターブ、ペスカトーレ（本役：春野寿美礼）『アプローズ・タカラヅカ!-ゴールデン90-』 新人公演初主演[2][3]
- 2004年5-6月 - バウホール『NAKED CITY』バーナード
- 2004年8 - 11月、『La Esperanza（ラ・エスペランサ）-いつか叶う-』 - エドゥアルド、ドクター、新人公演：カルロス（本役：春野寿美礼）『TAKARAZUKA舞夢（マイム）!』 新人公演主演[4]
- 2004年12月 - シアタードラマシティ『天の鼓』多樹（おおのたつる）
- 2005年3-7月 - 『マラケシュ・紅の墓標』『エンター・ザ・レビュー』ウラジミール
- 2005年8月 - 博多座 『マラケシュ・紅の墓標』『エンター・ザ・レビュー』クリフォード
- 2005年12月 - 2006年2月 - 『落陽のパレルモ』『ASIAN WINDS! - アジアの風 -』ジョルジョ・フォンディ
- 2006年3月 - バウホール『スカウト』悪鬼
- 2006年5月 - 『エンカレッジ・コンサート』
- 2006年6-9月 - 『ファントム』リシャール
- 2006年11-12月 - シアタードラマシティ『MIND TRAVELLER』リチャード・モリス教授
- 2007年2-5月 - 『明智小五郎の事件簿－黒蜥蜴』『タキシード・ジャズ』書生（大高）
- 2007年6月 - バウホール『舞姫』相沢謙吉
- 2007年9-12月 - 『アデュー・マルセイユ』『ラブ・シンフォニー』ジオラモ
- 2008年2月 - 中日劇場『メランコリック・ジゴロ -あぶない相続人-』『ラブ・シンフォニーII』バロット
- 2008年3月 - 日本青年館『舞姫』相沢謙吉
- 2008年5-8月 - 『愛と死のアラビア』『Red Hot Sea』アブ・サラン
- 2008年9 - 10月、『外伝 ベルサイユのばら-アラン編-』 - ジェローデル『エンター・ザ・レビュー』（全国ツアー）[4]
- 2009年1 - 3月、『太王四神記-チュシンの星のもとに-』 - ヒョンゴ[4]
- 2009年5月 - 全国ツアー『哀しみのコルドバ』『Red Hot Sea II』アルバロ
- 2009年9 - 11月、『外伝 ベルサイユのばら-アンドレ編-』 - ベルナール『EXCITER!!』 Wエトワール[4]
- 2009年12月-2010年1月 - シアター・ドラマシティ『相棒』角田六郎
- 2010年3 - 5月、『虞美人-新たなる伝説-』 - 張良[3]
- 2010年7 - 10月、『麗しのサブリナ』 - ウィリス『EXCITER!!』

### 雪組時代
- 2011年1 - 3月、『ロミオとジュリエット』 - ベンヴォーリオ[3]
- 2011年4 - 5月、『黒い瞳』 - プガチョフ『ロック・オン!』（全国ツアー）
- 2011年7月、『ハウ・トゥー・サクシード-努力しないで出世する方法-』（梅田芸術劇場） - ブラット
- 2011年9 - 11月、『仮面の男』 - アトス『ROYAL STRAIGHT FLUSH!!』
- 2012年1月、『インフィニティ-限りなき世界-』（バウホール） バウ初主演[2]
- 2012年3 - 5月、『ドン・カルロス』 - フェリペ二世『Shining Rhythm!』
- 2012年7 - 8月、『フットルース』（梅田芸術劇場・博多座） - ショウ・ムーア牧師
- 2012年10 - 12月、『JIN-仁-』 - 橘恭太郎『GOLD SPARK!-この一瞬を永遠に-』
- 2013年2月、『ブラック・ジャック 許されざる者への挽歌』（シアタードラマシティ・日本青年館） - ブラック・ジャック 東上初主演[5]
- 2013年4 - 7月、『ベルサイユのばら-フェルゼン編-』 - アンドレ・グランディエ／ランベスク公爵[注釈 1]
- 2013年8 - 9月、『若き日の唄は忘れじ』 - 武部春樹『ナルシス・ノアールII』（全国ツアー）
- 2014年1 - 2月、『Shall we ダンス?』 - アルバート『CONGRATULATIONS 宝塚!!』（東京宝塚劇場のみ）[6]
- 2014年3 - 4月、『心中・恋の大和路』（シアタードラマシティ・日本青年館） - 丹波屋八右衛門
- 2014年6 - 8月、『一夢庵風流記 前田慶次』 - 雪丸『My Dream TAKARAZUKA』 退団公演、エトワール[2]

### 出演イベント
- 2009年7月、『宝塚巴里祭2009』 主演[4][3]
- 2010年4月、桜乃彩音ミュージック・サロン『evergreen-春風のように-』
- 2014年4月、宝塚歌劇100周年 夢の祭典『時を奏でるスミレの花たち』